# Selbstgerechtigkeit
Unter Selbstgerechtigkeit versteht man den Habitus von Personen, die sich gewohnheitsmäßig mit anderen vergleichen und dabei immer wieder zu der Überzeugung gelangen, dass sie selbst die Sitten strenger einhalten als die anderen. Das Verhalten von Menschen, die andere spüren lassen, dass sie sich diesen sittlich und moralisch überlegen fühlen, wird von den Betroffenen meist als anstößig, beleidigend und herabsetzend empfunden.
In polemischen Diskursen wird selbstgerechtes Auftreten gelegentlich als „Gutmenschentum“ gegeißelt. Bigotterie und Doppelmoral sind der Selbstgerechtigkeit verwandt, wobei der Bigotte eine Einhaltung der Regeln aber nur von anderen, nicht von sich selbst fordert. Von Hochmut und Arroganz unterscheidet sich die Selbstgerechtigkeit im üblichen (engeren) Verständnis durch ihren starken Bezug auf moralische Werte, Regeln und soziale Normen.
Gewisse Parallelen können zu Verhaltensweisen bestehen, die von Eigenlob oder dem subtileren Virtue signalling geprägt sind, sowie in manchen Fällen zum Narzissmus. 

## Etymologie
Statt andere – Berufenere – über sich Gericht halten zu lassen, beurteilt und rechtfertigt der Selbstgerechte sich selbst, mit vorhersehbar günstigem Ergebnis. Nachweisbar ist das Kompositum im Deutschen seit dem späten 18. Jahrhundert. Zuvor war der Ausdruck bereits als feste Wendung in Getrenntschreibung in Gebrauch. Martin Luther hatte 1545 übersetzt: „Jr seids / die jr euch selbs rechtfertiget fur den Menschen“; dieser Formulierung lag das griechische Verb δικαιοω und das lateinische Verb iustificare zugrunde.

## Religiöse Perspektive: Selbstgerechtigkeit im Christentum

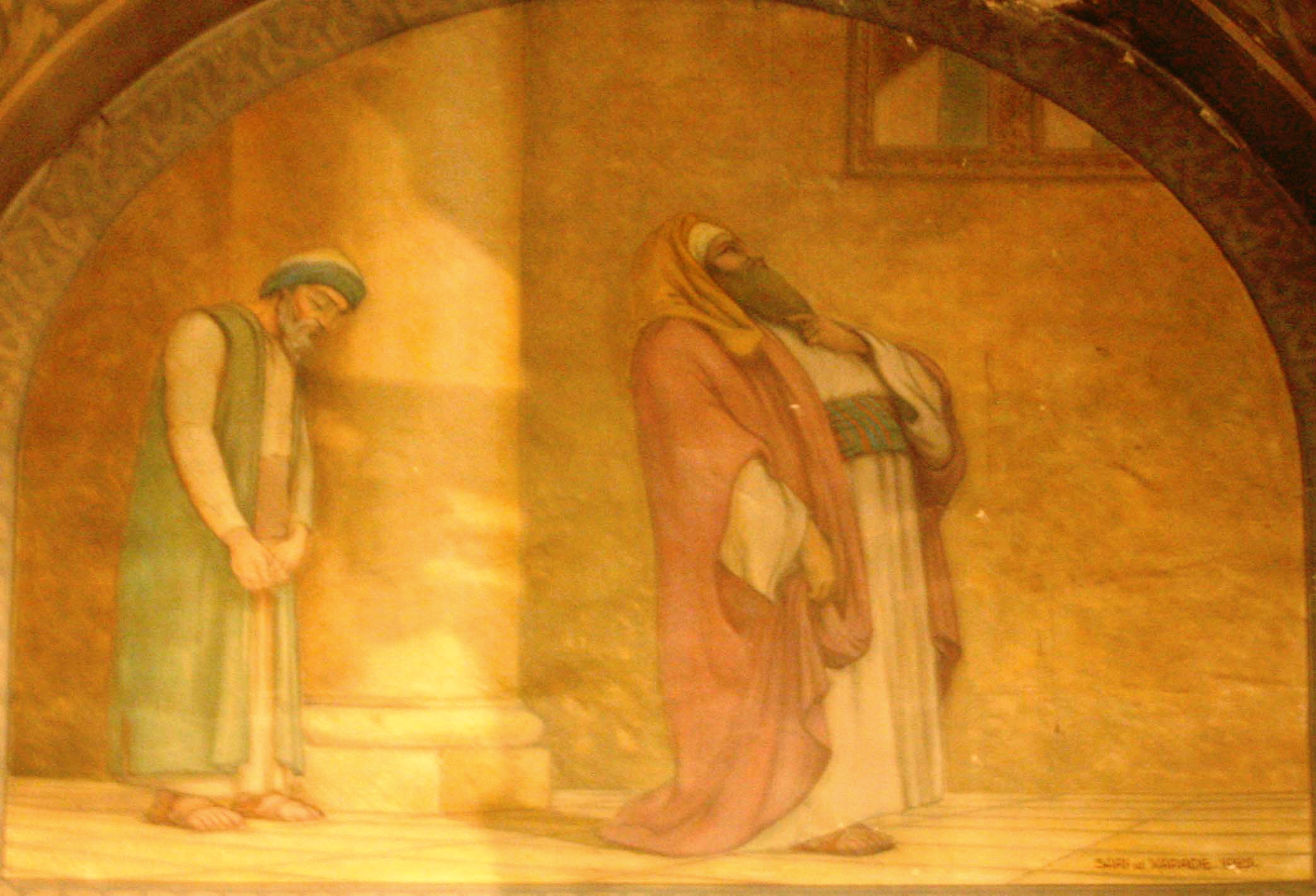
Pharisäer und Zöllner. Fresko in der Saint-Joseph-Kirche in Marseille

Das Christentum kennt Selbstgerechtigkeit seit jeher als Problem, weil diese Religion nicht nur eine sehr große Zahl von Regeln kennt, sondern auch, weil die Gläubigen davon ausgehen, dass die Regeln gottgemacht sind. Wer vor diesem Hintergrund zur Selbstgerechtigkeit neigt, gelangt schnell zur Überzeugung, dass Gott selbst meine, der Betreffende halte die Regeln besser ein als andere. Bibelstellen wie 1. Korinther 6,9 – „Wisset ihr nicht, daß die Ungerechten das Reich Gottes nicht ererben werden?“ – lassen keinen Zweifel daran, welches Maß an Verbindlichkeit die von Gott gesetzten Regeln für jeden Gläubigen haben.
Andererseits jedoch gilt Selbstgerechtigkeit im Christentum als Sünde. Die Einsicht, dass kein Mensch vollkommen ist, war bereits in der jüdischen Ethik fest etabliert und wurde im christlichen Neuen Testament erneut bestätigt, etwa in Römer 3,10, wo Paulus zitierte: „Da ist kein Gerechter, auch nicht einer.“ Das Christentum und seine gesamte Heilslehre basieren auf der Idee der Sündhaftigkeit aller Menschen; in den meisten Strömungen der christlichen Theologie wird der Mensch nicht durch gute Werke, sondern allein durch Gottes Gnade gerechtfertigt. Allein in Matthäus 23 finden sich mehrere Stellen, an denen Christus die jüdischen Schriftgelehrten und Pharisäer abkanzelt, die sich mit ihrer zur Schau gestellten Gottgefälligkeit vor anderen immer wieder selbst erhöhen. Eine andere einschlägige Stelle ist das Gleichnis von Pharisäer und Zöllner (Lukas 18,9–14), das mit dem Satz schließt: „Denn wer sich selbst erhöht, der wird erniedrigt werden; und wer sich selbst erniedrigt, der wird erhöht werden.“ Paulus setzt diese Linie später fort, etwa in Römer 2,17ff und in Galater 3,1–2.
Das Problem ist für die Theologie nicht so sehr eine Eitelkeit des Selbstgerechten gegenüber anderen Menschen, sondern seine anmaßende Überzeugung, er könne sich vor Gott durch religiöse und karitative Leistungen Wert verschaffen, statt sich die wahre Gerechtigkeit vom allgütigen Gott schenken zu lassen. In Römer 10,4 schreibt Paulus pointiert: „Denn Christus ist des Gesetzes Ende; wer an den glaubt, der ist gerecht.“ Und in Galater 2,21: „…denn wenn Gerechtigkeit durch Gesetz kommt, dann ist Christus umsonst gestorben.“ Eine Aporie, die diese Lehre in sich trägt, ist das gelegentlich diskutierte Problem eitler Demut.

## Philosophische Perspektive
In seiner 1935 im Exil geschriebenen Analyse Die verspätete Nation hat der Philosoph Helmuth Plessner einen Typ von Selbstgerechtigkeit beschrieben, den er als spezifisch deutsch empfand und den er als Kompensation von Unsicherheit, als Selbstschutz vor einer chaotisierten Individualisiertheit zu erklären versucht hat, und der sehr leicht in Gewaltsamkeit umschlagen könne.
Der Skeptiker Odo Marquard hat in mehreren seiner Essays über philosophisch begründete Selbstgerechtigkeit nachgedacht, die darin zum Ausdruck kommt, dass Menschen bei notorisch gutem Gewissen andere Menschen im Exzess anklagen. Als philosophiegeschichtlichen Ursprung solcher Selbstgerechtigkeit identifizierte Marquard die Überwindung der Leibniz-Theodizee durch die Annahme der Nichtexistenz Gottes, die in der Mitte des 18. Jahrhunderts zur Entstehung der Geschichtsphilosophie geführt habe. Dort wird nicht mehr Gott, sondern der Mensch als Schöpfer der Geschichte erachtet, wobei für die Übel der Welt weiterhin ein Angeklagter gebraucht wird – eine Rolle, die nun nicht mehr Gott, sondern nur noch der Mensch selbst ausfüllen kann. Es kommt zur „Übertribunalisierung der Lebenswirklichkeit“, zu einer Situation, in der „der Mensch als wegen der Übel der Welt absolut Angeklagter – vor einem Dauertribunal, dessen Ankläger und Richter der Mensch selber ist – unter absoluten Rechtfertigungsdruck, unter absoluten Legitimationszwang gerät“, einen Zwang, der in einer säkularen Philosophie allerdings nicht mehr durch die göttliche Gnade abgefedert und der damit unaushaltbar und unlebbar wird. Der Mensch gerät unter extremen Druck, in die Unbelangbarkeit auszubrechen; eine (von mehreren) Möglichkeit dazu bietet die Flucht aus dem Gewissen-Haben in ein „Gewissen-Sein“: aus der Rolle des absoluten Angeklagten entkommt der Mensch, indem er die Rolle des absoluten Anklägers zu seiner ausschließlichen Rolle macht: „absolute Angeklagte sind dann zwar die Menschen, aber nur noch die anderen Menschen, weil man selber nur noch der absolute Ankläger ist.“ Eine radikale Zuspitzung dieser Idee fand Marquard in der revolutionären Geschichtsphilosophie, zu der die Neue Linke die Kritische Theorie gegen den Widerstand ihrer Erfinder und Protagonisten weiterentwickelt hatte und die das „Gewissen-Sein“ zum Prinzip einer Avantgarde mache, deren Vertreter nicht mehr belangbar seien, weil sie sich selbst der Zukunft und alle anderen der Vergangenheit zurechnen, und die an der Kritik hauptsächlich deshalb so viel Geschmack finde, weil diese Tätigkeit sie von der Bürde des Gewissens befreie.

## Psychologische und psychiatrische Perspektive
Obwohl Selbstgerechtigkeit unter den ICD-10- und DSM-5-Definitionskriterien für narzisstische Persönlichkeitsstörungen nicht erscheint, ist Selbstgerechtigkeit von Psychiatern immer wieder als typischer Charakterzug narzisstischer Persönlichkeiten beschrieben bzw. mit narzisstischen Persönlichkeitsstörungen in Verbindung gebracht worden, insbesondere um die Mechanismen darzustellen, nach denen manche Narzissten, wenn sie in Frage gestellt werden, zu Aggression und Gewalttätigkeit Zuflucht nehmen.